# AZO (entreprise)
Pour les articles homonymes, voir AZO.
 (mai 2018).
AZO GmbH + Co. KG est une société allemande qui a été fondée par Adolf Zimmermann à Osterburken en 1949. L’entreprise fournit des installations clés en main de systèmes permettant l’automatisation des processus de production destinés au stockage, à l’extraction, au tamisage, au transfert, au dosage et au pesage de matières premières, de matières en vrac et de composants de toutes tailles, granulés, poudres et liquides.
Le groupe est implanté à Osterburken, Neckarsulm, Hanovre et Neuchâtel sur le Rhin en Allemagne. Il est présent dans le monde entier grâce à ses filiales installées aux États-Unis, en Europe (Belgique, France, Royaume-Uni), en Russie mais également en Asie (Chine, Thaïlande).
La société AZO est dirigée par Rainer Zimmermann, l’un des deux fils du fondateur. En 2016 ; à l’échelle mondiale, AZO a généré un chiffre d’affaires de 180 millions d’euros. En 2017, le groupe emploie 1 038 personnes.

## Histoire de l’entreprise
La société AZO GmbH + Co. KG a été fondée par Adolf Zimmermann et son épouse Marianne à Osterburken. Au départ, ils conçoivent des machines destinées aux minoteries et aux boulangeries. C’est en 1951 qu’Adolf Zimmermann conçoit le sasseur « Pyramidal » ; suivi l’année d’après par le modèle « Triumpf », la première tamiseuse de farine centrifuge à être introduite sur le marché. Cette machine, réalisée en collaboration avec un maître boulanger, a servi de prototype au tamiseur tourbillonnaire tel que nous le connaissons aujourd’hui. Au milieu des années 1950, AZO équipe le secteur de la boulangerie artisanale et industrielle avec des installations complètes destinées à la mouture, au tamisage, à la dispersion et à la régulation thermique.
En 1963, l’entreprise emménage dans un nouvel espace de 2 500 m² avec près de 80 employés. Au bout de quelques années, AZO devient leader de son secteur grâce à l’augmentation de ses activités et de ses ventes.
En 1978, AZO implante sa première filiale à Memphis, dans le Tennessee. Elle fabrique jusqu’en 1979 des automatismes sur le principe de la logique câblée. Par la suite, l’entreprise lance le développement et la création de systèmes de pesage électroniques, mais aussi d’un logiciel de commande opérateur. Cet ensemble de systèmes pilotés par logiciel donnera naissance au système de gestion de recettes que nous connaissons aujourd’hui. Ils seront rendus populaires grâce à une commande importante passée par une entreprise de production d’épices en 1983. Ensuite, AZO élargit son développement de solutions automatisées de petits composants, lesquelles prévoient l’utilisation de différents contenants, tels que des sacs, des big-bags ou encore des conteneurs aux exigences d’automatisation diverses.
Le 1er janvier 2019, AZO Controls GmbH et AZO GmbH + Co. KG fusionnent pour ne former qu'une seule et même entité.

## Développement à partir de 1990
Depuis le 1er janvier 1990, l’entreprise est dirigée par les fils d’Adolf Zimmermann, Robert et Rainer. Denise Zimmermann, incarnant la troisième génération de la famille, rejoint l’entreprise dès 2011. À ce jour, le siège de l’entreprise est situé à Osterburken mais dispose également d’installations à Neckarsulm, Hanovre ou encore à Neuchâtel sur Rhin, en Allemagne. AZO est aussi un groupe international établi aux États-Unis, en Belgique, en France, au Royaume-Uni, en Russie, en Thaïlande et en Chine. En 2017, le groupe AZO emploie 1 038 personnes à travers le monde. L’entreprise a généré un chiffre d’affaires de près de 180 millions d’euros à l’échelle mondiale en 2016.
Adolf Zimmermann décède le 15 mars 2013 à l’âge de 90 ans. Durant plus de 40 ans, il a bâti et développé son entreprise avec l’aide de sa femme Marianne. Il a su garder son enthousiasme pour les nouvelles technologies et a toujours porté une attention particulière à son entreprise et à ses collaborateurs. En 1987, la ville d’Osterburken le nomme citoyen d’honneur pour son implication et sa collaboration avec le Conseil municipal, ainsi que pour ses activités entrepreneuriales. L’année suivante, il reçoit la Croix fédérale du Mérite.

## AZO France
Le Groupe AZO s’installe en région parisienne dès 1998. En 2016, la branche française emménage dans ses nouveaux locaux à Vallet et bénéficie de 2 000 m² de superficie pour gérer ses propres projets techniques et commerciaux, et ainsi étendre son bureau d’études. Parmi les clients AZO France, on retrouve des grands noms de l’industrie agroalimentaire, pharmaceutique et chimique.

## Produits
Le groupe AZO conçoit, développe, fabrique et installe des solutions et équipements pour l’automatisation des processus de production destinés au stockage, à l’extraction, au tamisage, au transfert, au dosage et au pesage de matières en vrac, solides, semi-solides ou liquides.
Les installations AZO répondent aux exigences des industries agroalimentaires, pharmaceutiques, cosmétiques et chimiques. Elles sont également utilisées pour la transformation et la production de plastiques.
AZO propose, en plus de ses systèmes mécaniques d’extraction et de transfert, une suite logicielle complète permettant de piloter l’ensemble de ses installations.